# 杨涴淩
杨涴淩（英語：Yeo Wan Ling，1976年—），新加坡人民行动党籍政治人物。她自2020年7月10日起担任白沙-榜鹅集選區的榜鹅滩分区国会议员。杨涴淩于2020年8月17日加入全国职工总会，担任 U SME 和妇女与家庭事务处主任。

## 背景
杨涴淩曾作为全球运营团队的一员在新加坡经济发展局工作，她曾获派芝加哥、香港和上海等地担任署长，负责帮新加坡招商引资，为新加坡人创造就业机会。
2014年，杨涴淩创立社会企业亚洲博爱集团（英語：Caregiver Asia），自己担任总裁；该企业专聘用自由职业护理人员，以部署到家庭、医疗机构和福利组织中提供看护服务。

### 教育
杨涴淩毕业于新加坡国立大学，获得社会学和政治学社会科学学士学位（二等一级荣誉学位）